# Chrosno (Łódź)
Chrosno [pronunciación en polaco: /ˈxrɔsnɔ/] es un pueblo en el distrito administrativo de Gmina Łanięta, dentro del Distrito de Kutno, Voivodato de Łódź, en el centro de Polonia. Se encuentra aproximadamente 6 kilómetros al sudeste de Łanięta, 9 kilómetros al noroeste de Kutno, y 59 kilómetros al norte de la capital regional, Łódź.